# 威廉·蓬蒂师范学校

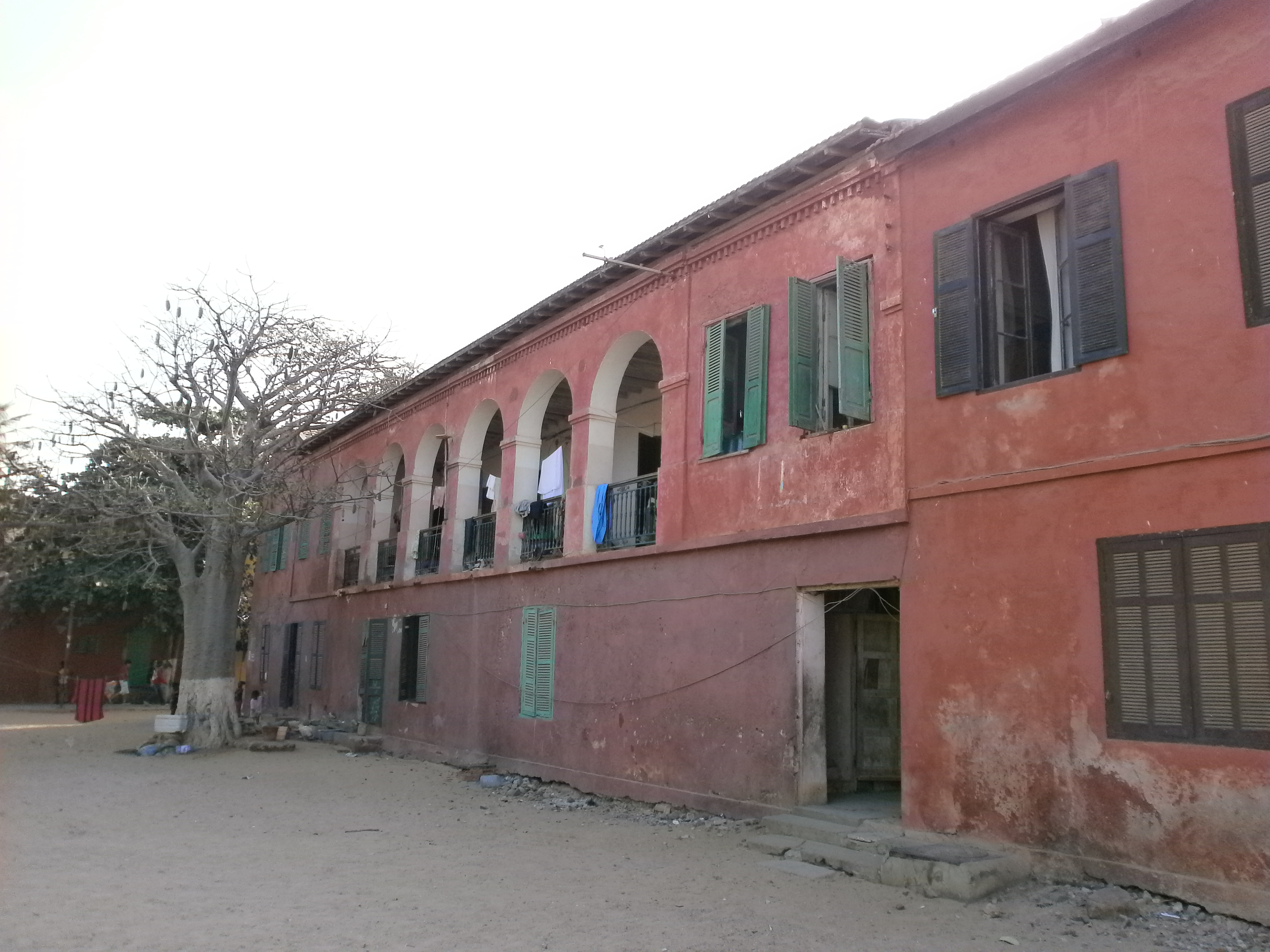
威廉·蓬蒂師範學校位於戈雷岛的前校舍

威廉·蓬蒂师范学校（法語：École normale William-Ponty），是塞内加尔的一所旧学校。1913年成立于塞内加尔的戈雷岛，取代了1903年成立于圣路易的培训学院。1938年，学校迁至距达喀尔45公里的Sébikhotane，而后又曾迁往捷斯和科尔达（1979年） 。学校主要设有教育，管理和医学三个学科。学生主要来自法属西非。该校曾是法属西非的最高学府，学校主要是培养协助法国治理殖民地的高级工作人员。该校许多毕业生在各自政府独立后出任高级官员。如科特迪瓦的第一任总统费利克斯·乌弗埃-博瓦尼，马里共和国首任总统莫迪博·凯塔，尼日尔的第一任总统阿马尼·迪奥里等。